# 第17回サンフランシスコ映画批評家協会賞
第17回サンフランシスコ映画批評家協会賞は2018年の映画を対象としており、2018年12月7日にノミネーションが発表され、受賞者は翌14日に発表された。 

## 受賞・ノミネート一覧

### 作品賞
- 『ROMA/ローマ』
  - 『ブラック・クランズマン』
  - 『ビール・ストリートの恋人たち』
  - 『魂のゆくえ』
  - 『女王陛下のお気に入り』

### 監督賞
- スパイク・リー - 『ブラック・クランズマン』
  - アルフォンソ・キュアロン - 『ROMA/ローマ』
  - バリー・ジェンキンス - 『ビール・ストリートの恋人たち』
  - ポール・シュレイダー - 『魂のゆくえ』
  - ヨルゴス・ランティモス - 『女王陛下のお気に入り』

### 主演男優賞
- イーサン・ホーク - 『魂のゆくえ』
  - ウィレム・デフォー - 『永遠の門 ゴッホの見た未来』
  - ヴィゴ・モーテンセン - 『グリーンブック』
  - ラミ・マレック - 『ボヘミアン・ラプソディ』
  - クリスチャン・ベール - 『バイス』

### 主演女優賞
- メリッサ・マッカーシー - 『ある女流作家の罪と罰』
  - ヤリッツァ・アパリシオ - 『ROMA/ローマ』
  - レディー・ガガ - 『アリー/ スター誕生』
  - トニ・コレット - 『ヘレディタリー/継承』
  - レジーナ・ホール - 『サポート・ザ・ガールズ』
  - オリヴィア・コールマン - 『女王陛下のお気に入り』

### 助演男優賞
- マイケル・B・ジョーダン - 『ブラックパンサー』
  - マハーシャラ・アリ - 『グリーンブック』
  - アダム・ドライヴァー - 『ブラック・クランズマン』
  - リチャード・E・グラント - 『ある女流作家の罪と罰』
  - ラッセル・ホーンズビー - 『ヘイト・ユー・ギブ』

### 助演女優賞
- レジーナ・キング - 『ビール・ストリートの恋人たち』
  - トーマサイン・マッケンジー - 『足跡はかき消して』
  - エイミー・アダムス - 『バイス』
  - レイチェル・ワイズ - 『女王陛下のお気に入り』
  - エマ・ストーン - 『女王陛下のお気に入り』

### 脚本賞
- ポール・シュレイダー - 『魂のゆくえ』
  - アルフォンソ・キュアロン - 『ROMA/ローマ』
  - アダム・マッケイ - 『バイス』
  - トニー・マクナマラ、デボラ・デイヴィス - 『女王陛下のお気に入り』
  - ボー・バーナム - 『エイス・グレード 世界でいちばんクールな私へ』

### 脚色賞
- スパイク・リー、デヴィッド・ラビノウィッツ、ケヴィン・ウィルモット、チャーリー・ワクテル - 『ブラック・クランズマン』
  - デブラ・グラニック、アン・ロッセリーニ - 『足跡はかき消して』
  - ライアン・クーグラー、ジョー・ロバート・コール - 『ブラックパンサー』
  - ニコール・ホロフセナー、ジェフ・ウィッティ - 『ある女流作家の罪と罰』
  - バリー・ジェンキンス - 『ビール・ストリートの恋人たち』

### 撮影賞
- アルフォンソ・キュアロン - 『ROMA/ローマ』
  - リヌス・サンドグレン - 『ファースト・マン』
  - ウカシュ・ジャル - 『COLD WAR あの歌、2つの心』
  - ジェームズ・ラクストン - 『ビール・ストリートの恋人たち』
  - ロビー・ライアン - 『女王陛下のお気に入り』

### 編集賞
- 『風の向こうへ』
  - 『ミッション:インポッシブル/フォールアウト』
  - 『女王陛下のお気に入り』
  - 『ROMA/ローマ』
  - 『ファースト・マン』

### 作曲賞
- 『ブラック・クランズマン』
  - 『犬ヶ島』
  - 『ブラックパンサー』
  - 『ファースト・マン』
  - 『ビール・ストリートの恋人たち』

### 美術賞
- 『ブラックパンサー』
  - 『犬ヶ島』
  - 『女王陛下のお気に入り』
  - 『ROMA/ローマ』
  - 『ビール・ストリートの恋人たち』
  - 『ファースト・マン』

### アニメ映画賞
- 『スパイダーマン:スパイダーバース』
  - 『犬ヶ島』
  - 『シュガー・ラッシュ:オンライン』
  - 『未来のミライ』
  - 『インクレディブル・ファミリー』

### 特別賞
- 『アルカディア』
  - 『Madeline’s Madeline』
  - 『Chained for Life』

### 外国語映画賞
- 『ROMA/ローマ』 メキシコ
  - 『Un beau soleil intérieur』 フランス
  - 『COLD WAR あの歌、2つの心』 ポーランド
  - 『バーニング 劇場版』 韓国
  - 『万引き家族』 日本

### ドキュメンタリー映画賞
- 『ミスター・ロジャースのご近所さんになろう』
  - 『消えた16mmフィルム』
  - 『フリーソロ』
  - 『行き止まりの世界に生まれて』
  - 『まったく同じ3人の他人』

### マーロン・リッグス賞
- ブーツ・ライリー